# Flunitrazepam

Strukturformel för flunitrazepam.

Flunitrazepam, C16H12FN3O3, är ett sömnmedel och lugnande preparat som tillhör gruppen bensodiazepiner. Preparatet patenterades 1963 av Hoffman-La Roche. Läkemedlet är beroendeframkallande och läkare ska enligt FASS iaktta största försiktighet vid förskrivning av detta medel. Behandlingen ska inte vara längre än fyra veckor. I den tiden räknar man in eventuell nedtrappning av läkemedlet.
Läkare skrev ut medlet vid till exempel sömnsvårigheter, då det har en lugnande, muskelavslappnande och kramplösande effekt. 
Läkemedlet är dock vanebildande och toleransen ökar snabbt.
Substansen är narkotikaklassad och ingår i förteckning P III i 1971 års psykotropkonvention, samt i förteckning II i Sverige. Läkemedlet var receptbelagt i Sverige, det sista preparatet avregistrerades 2020.

## Rohypnol
Ett tidigare känt varunamn är Rohypnol.
Missbruket av medlet har varit omfattande och på grund av att läkemedlet användes i strategiskt syfte för att begå brott gjorde Högsta domstolen ett beslut att sänka gränsen för grovt smugglingsbrott för flunitrazepam.
Läkemedelsföretaget Hoffmann-La Roche beslutade den 22 januari 2004 att sluta sälja Rohypnol i Sverige efter en period med många grova våldsbrott, där förövarna varit påverkade av medlet. Den främsta anledningen till företagets beslut var emellertid lönsamhetsskäl.
Under 2007 var beslagen av flunitrazepam mycket färre än tidigare, något som kan tolkas som att smugglingen till Sverige av denna drog har minskat. De sammanlagda beslagen av bensodiazepiner ligger dock på samma nivå som tidigare.[källa behövs]

## Effekter
- Snabbt insättande effekt.
- Muskelavslappnande effekt.
- Sömnduration ökar.
- Kombinationen av alkohol och läkemedel rekommenderas ej.